# Alphabetisierung (Lesefähigkeit)
Als Alphabetisierung bezeichnet man den Prozess der Vermittlung der Lesefähigkeit sowie ggf. auch der Schreibfähigkeit, unabhängig davon, ob die erlernte Schrift eine alphabetische ist. Der Grad der Lese- oder Schreib- bzw. Schriftkompetenz einer Bevölkerung kann prozentual für einzelne Bevölkerungsschichten sowie teilweise auch für historische Epochen angegeben werden. Alphabetisierung gilt als Basisbildung. Der Begriff Alphabetisierung zentriert sich auf das einzelne Mitglied einer Gruppe. Das Fehlen einer, in einer Kultur verankerten, Lese- bzw. Schreibfähigkeit wird als Illiteralität bezeichnet.
Statistiken zeigen einen drastischen Anstieg der Alphabetisierung weltweit im historischen Verlauf.

## Alphabetisierung in Europa
Im Römischen Reich einschließlich der Provinzen waren weite Teile der Bevölkerung alphabetisiert. Es existierte ein dreigliedriges staatliches Schulsystem, das auch einfache Bauern und Sklaven auf dem Land erfasste, sowie ein verbreitetes Bibliotheks- und Verlagswesen. Mit dem Untergang des Römischen Reiches ging neben Schulen und Alphabetisierung auch das Gesamt der antiken Literatur fast vollständig verloren. Ein der Antike vergleichbares Niveau der Herstellung und Aneignung von Schrift wurde erst zum Ende des 18. Jahrhunderts wieder erreicht.
Im Mittelalter und zu Beginn der frühen Neuzeit war der Anteil der Lese- und Schreibkundigen gering und konzentrierte sich in den Städten sowie an den Höfen und im Klerus. Im 7. bis 13. Jahrhundert wurden überhaupt nur sehr wenige neue Titel verfasst. Den ersten wesentlichen Impuls zur nachhaltigen Alphabetisierung Europas lieferten die Reformation und die mit ihr einhergehende Ausbreitung des Buchdrucks, wodurch eine massenhafte und ökonomische Verbreitung von zunächst vorwiegend religiösen, dann aber auch weltlichen Schriften in Gang gesetzt wurde. Das Gedankengut der sich über drei Jahrhunderte ausstreckenden Aufklärung entfaltete seine Breitenwirkung gleich zu Beginn vor allem durch das Flugschriftenwesen, das auf eine Einbindung der Bevölkerung in die verschiedenen politisch-theologischen Diskurse abzielte. Einen weiteren Impuls lieferte die Französische Revolution im letzten Jahrzehnt des 18. Jahrhunderts, was sich durch die allmählich einsetzende Industrialisierung und Verstädterung im Laufe des 19. Jahrhunderts wiederum beschleunigte. „Die Zeit um 1860 markierte einen Wendepunkt“.
„Um 1920 waren die männliche Bevölkerung der maßgebenden europäischen Länder und ein Teil der weiblichen Bevölkerung des Lesens und Schreiben kundig. […] Nur Großbritannien, die Niederlande und Deutschland hatten um 1910 eine Alphabetisierungsrate von 100 Prozent erreicht. Für Frankreich lag sie bei 87 Prozent, für Belgien […] bei 85 Prozent.“ „Deutlich niedriger fielen die Werte für den europäischen Süden aus: 62 Prozent für Italien, 50 Prozent für Spanien, nur 25 Prozent für Portugal.“
„Eliten reagierten auf Massenalphabetisierung widersprüchlich: Auf der eine Seite erschien die Aufklärung des «einfachen Volkes» […] als Zivilisierung von oben, Durchsetzung der Moderne und Förderung nationaler Integration. Auf der anderen Seite gab es weiterhin Misstrauen, das freilich mit der Zeit überall abnahm, gegenüber der kulturellen Emanzipation der Massen, die zugleich – Arbeiterbildungsvereine zeigen dies schnell – mit Forderungen nach sozialer und politischer Besserstellung verbunden war. Diese Misstrauen der Besitzer von Macht und Bildung war nicht unberechtigt. Alphabetisierung, also die Demokratisierung des Zugangs zu schriftlichen Kommunikationsinhalten, führt in der Regel zu Umschichtungen in Prestige- und Machthierarchien und eröffnet neue Möglichkeiten des Angriffs auf die bestehende Ordnung.“

## Alphabetisierungsgrade

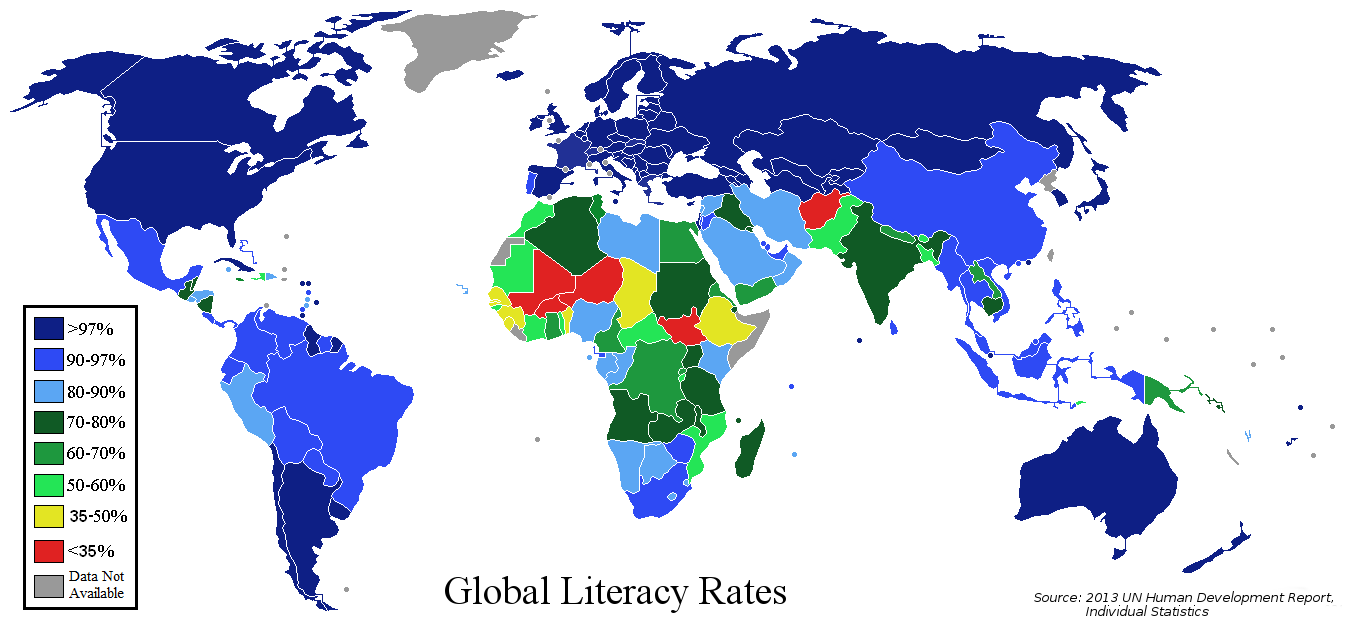
Alphabetisierungsrate weltweit nach Ländern (Quelle: UNHD)

Der Alphabetisierungsgrad bzw. Alphabetisierungsrate ist eine statistische Größe, die den Anteil an einer Bevölkerungsgruppe angibt, der lesen und schreiben kann. Das Gegenteil ist die „Analphabetenquote“. Sie ist ein Indikator für das Bildungsniveau einer Bevölkerungsgruppe. Der Alphabetisierungsgrad gibt Aufschluss über die Anstrengungen einer Regierung, den Bildungsstand der Bevölkerung auf ein bestimmtes Niveau zu heben und fließt häufig in Kennzahlensysteme zur Beschreibung des Entwicklungsgrades eines Landes ein, z. B. in den Index der menschlichen Entwicklung (HDI) der Vereinten Nationen. Innerhalb einer Gesellschaft kann sich die Alphabetisierungsrate zwischen den verschiedenen Bevölkerungsgruppen stark unterscheiden. Mögliche Ursachen hierfür sind z. B.:
- Diskriminierung bestimmter Gruppen
- Migrationshintergrund
- Schichtzugehörigkeit
- Schwierigkeit des Alphabets

### Alphabetisierungsgrad in Deutschland
Strebt der Alphabetisierungsgrad in Deutschland (gemessen an der Zahl der „totalen“ bzw. „primären“ Analphabeten), wie in den meisten Industrieländern, gegen 100 %, nimmt man doch an, dass es vier bis zehn Millionen „funktionale“ Analphabeten unter den Erwachsenen gibt. Nach einer OECD-Studie (1994–1998) liegt die Zahl der funktionalen Analphabeten in zwei von drei Industriestaaten höher als 15 %. Laut der aktuellsten LEO-Studie der Universität Hamburg gibt es in Deutschland rund 6,2 Millionen Erwachsene (12,1 % der Bevölkerung) mit einer so genannten geringen Literalität. Zu beachten ist bei diesen Schätzungen, dass Erwachsene mit geringer Literalität im Laufe der Zeit ein höheres Lesekompetenzniveau erreichen können. Geringe Literalität ist also keine unabänderliche Diagnose.

### Entwicklung über die Lebensspanne
Die Schule gilt als der primäre Ort der Alphabetisierung in Deutschland und anderen Industrieländern. Dennoch entwickelt sich die Lesefähigkeit auch nach dem Ausscheiden aus dem Schulsystem über die gesamte Lebensspanne weiter. Diese Entwicklung kann sowohl Gewinne als auch Verluste umfassen, die unter Erwachsenen in Deutschland etwa gleich häufig vorkommen und auch über relativ kurze Zeitspannen des Erwachsenenalters auftreten können. Die Lesefähigkeit ist demnach keine vollständig unveränderliche Personeneigenschaft, sondern bleibt auch im Erwachsenenalter entwicklungsoffen. Ob Gewinn oder Zuwächse in der Lesefähigkeit im Erwachsenenalter auftreten, hängt primär von den Lese-Anforderungen und Gelegenheiten zum Lesen im Leben der betroffenen Person ab, die sich im Beruf, in der Familie oder in anderen Lebenskontexten bieten.

### Alphabetisierungsgrad in den USA
Die Alphabetisierungsrate unter Männern lag schon 1860 in den Neuenglandstaaten bei 95 Prozent; einzigartig in der Welt, hatten Frauen dort damals bereits ähnliche Werte erreicht. Der nationale Durchschnitt war zu der Zeit geringer, da die schwarze und indigene Bevölkerung geringer alphabetisiert war. 1890 lag die Alphabetisierungsrate unter Afroamerikanern landesweit bei 39 Prozent, 1910 bei 89 Prozent, fiel dann aber bis 1930 auf 82 Prozent.
In den USA wurde 1992 eine große National Adult Literacy Survey (NALS) durchgeführt. Nach Angaben des Institute of Literacy erreichten zwischen 21 und 23 Prozent der erwachsenen Bevölkerung, d. h. 44 Millionen Menschen, nur das unterste Niveau (Level 1), d. h., sie können nicht genug lesen, um ein Formular auszufüllen, die Beschreibungen auf Lebensmitteln zu lesen oder einem Kind eine einfache Geschichte vorzulesen.

### Definition der OECD
Bei den Zahlen zur funktionalen Alphabetisierung einer Gesellschaft handelt es sich um relative Daten, die immer in Bezug auf die sozialen Standards der jeweiligen Gesellschaft gesehen werden müssen. Dagegen misst beispielsweise die OECD den Alphabetisierungsgrad mit einer global einheitlichen Definition. Die Zahlen beziehen sich auf Personen über 15 Jahre. Ein Alphabetisierter wird hier wie folgt definiert:
„Eine Person wird als alphabetisiert bezeichnet, wenn sie eine kurze, einfache Aussage zu ihrem alltäglichen Leben mit Verständnis sowohl lesen als auch schreiben kann.“
| Alphabetisierte Bevölkerung; geschätzt (Quelle: OECD) |      |      |
|                                                       | 1970 | 2000 |
| weltweit                                              | 63 % | 79 % |
| Entwickelte Länder und Transformationsländer          | 95 % | 99 % |
| Am wenigsten entwickelte Länder                       | 47 % | 73 % |
| Entwicklungsländer ohne Meereszugang                  | 27 % | 51 % |

Diese Daten werden der OECD von den jeweiligen Ministerien zur Verfügung gestellt. Es handelt sich meist um Selbstauskünfte, die geschönt sein können. Da es ein sogenanntes verdecktes Analphabetentum in allen Ländern der Erde gibt, kann die tatsächliche Alphabetisierung hinter den angegebenen Zahlen zurückbleiben. Auch ist die nicht kontinuierliche Bewertung der Lese- und Schreibfähigkeit (entweder Analphabet oder Alphabet) wenig realitätsnah. Dennoch zeigen die Daten, dass sowohl in Industrienationen als auch in Entwicklungsländern die Alphabetisierung zwischen 1970 und 2000 gestiegen ist.
Der Alphabetisierungsgrad ist eine der Eingangsgrößen bei der Ermittlung des Index der menschlichen Entwicklung der Vereinten Nationen.

### Weltweit drastisch gestiegene Alphabetisierung

Schätzungen des Bevölkerungsanteils der über 14-Jährigen, der lesen und schreiben kann für den Zeitraum 1800–2014

Aus historischer Sicht ist der Alphabetisierungsgrad der Weltbevölkerung in den letzten Jahrhunderten drastisch gestiegen. Während 1820 nur 12 % der Menschen auf der Welt lesen und schreiben konnten, hat sich der Anteil heute (Stand: 2015) umgekehrt: Nur 17 % der Weltbevölkerung sind noch Analphabeten. In den letzten 55 Jahren (Stand: 2015) ist die weltweite Alphabetisierungsrate alle 5 Jahre um 4 Prozentpunkte gestiegen – von 42 % im Jahr 1960 auf 86 % im Jahr 2015.
Trotz erheblicher Verbesserungen beim Ausbau der Grundbildung und der kontinuierlichen Verringerung der Bildungsungleichheiten gibt es noch erhebliche Herausforderungen. In den ärmsten Ländern der Welt, in denen mangelnde Grundbildung ein Entwicklungshemmnis darstellt, sind immer noch sehr große Teile der Bevölkerung Analphabeten. In Niger zum Beispiel liegt die Alphabetisierungsrate der Jugendlichen (15–24 Jahre) nur bei 36,5 %.
Die langfristige Entwicklung hat Ähnlichkeit mit anderen Bereichen des gesellschaftlichen Fortschritts. So gab es beispielsweise seit der Aufklärung ebenfalls große Verbesserungen bei Lebenserwartung, Kindersterblichkeit, Sicherheit und auch weniger Kriege.

### Beispiele für den Stand der Alphabetisierung ausgewählter Länder
Im Human Development Report 2007/2008 veröffentlichte das Entwicklungsprogramm der Vereinten Nationen folgende Daten:
Hochentwickelte Länder:
- Island > 99 %, Rang 1 in der HDI-Liste
- Schweiz > 99 %, Rang 7 in der HDI-Liste
- Österreich > 99 %, Rang 15 in der HDI-Liste
- Deutschland > 99 %, Rang 22 in der HDI-Liste

Länder mittleren Entwicklungsstandes:
- Rumänien 97,3 %, Rang 60 in der HDI-Liste
- China 90,1 % Rang 81 in der HDI-Liste
- Bangladesch 47,4 %, Rang 140 in der HDI-Liste

Gering entwickelte Länder:
- Ruanda 43,4 %, Rang 161 in der HDI-Liste
- Niger 28,7 %, Rang 174 in der HDI-Liste

Anmerkung: In den Index der menschlichen Entwicklung (HDI) fließen weitere Faktoren ein, so dass der oben ausgewiesene Rang nicht mit dem Rang nach Alphabetisierungsgrad übereinstimmt.

## Alphabetisierung und Entwicklung
Der Alphabetisierungsgrad gilt als einer der wichtigsten Entwicklungsindikatoren. Die OECD berechnet die Alphabetisierung gesondert für die 15–24-Jährigen, da hier die Resultate der Bildungsanstrengungen eines Landes am schnellsten wirksam sind, und die Alphabetisierung der jungen Bevölkerung (die in Entwicklungsländern meist einen großen Anteil an der Gesamtbevölkerung ausmachen) billiger ist. Die OECD hat sich zum Ziel gesetzt, bis 2015 den Alphabetisierungsgrad der 15–24-Jährigen in allen Ländern auf 99 % zu steigern. Die Vereinten Nationen haben die Jahre 2003–2013 zur UNO-Alphabetisierungdekade erklärt.
Der Alphabetisierungsgrad ist in Ländern mit niedrigem und mittlerem Pro-Kopf-Einkommen seit 1960 von einem Drittel auf über die Hälfte gestiegen. 2003 galten weltweit 862 Millionen als Analphabeten. Mangelnde Bildung gilt als eines der größten Hindernisse gesellschaftlicher Entwicklung. Besonders betroffen sind arme und bevölkerungsreiche Länder wie z. B. Bangladesch, Brasilien, Indien, Indonesien, Ägypten, Mexiko, Nigeria und Pakistan. Alphabetisierung ist eine notwendige Bedingung für Entwicklung, aber keine hinreichende. Gibt es keine Wirtschaft, die die gestiegene Alphabetisierung nutzt, kommt es zu Abwanderung, wie z. B. auf den Philippinen. Die meisten Analphabeten leben in Asien, es sind etwa 833 Millionen. Danach folgt Afrika mit etwa 156 Millionen und Südamerika mit 25 Millionen. Im Allgemeinen gilt, dass Analphabetismus bei der Landbevölkerung größer ist als bei der Stadtbevölkerung und bei den Frauen höher als bei den Männern.

## Kritik
Die Lesefähigkeit ist eine wesentliche Voraussetzung zur Vermittlung einer standardisierten Allgemeinbildung, die – vordergründig betrachtet – zur kontinuierlichen Verringerung von Bildungsungleichheiten führen soll. Gleichzeitig werden damit jedoch auch die Normen und Werte der marktwirtschaftlich orientierten Kulturen vermittelt. Dies fördert höchst effizient die Akkulturation und schließlich die Assimilation der Menschen in den Entwicklungsländern in die Globalgesellschaft: Traditionelles Wissen, das im Rahmen der lokalen Zusammenhänge eine konkrete, ganzheitliche Orientierung ermöglicht und ein Stützpfeiler jeder Kultur darstellt, wird durch eine vereinheitlichte, zum Universellen strebende Bildung ersetzt, die für die Einheimischen künstlich und lebensfern ist, weil ihr oberstes Ziel die Eingliederung der Menschen in die Konsumgesellschaft ist. Ivan Illich sprach in diesem Zusammenhang von einem unbewussten (Bildungs-)Ritual, mit dem der Westen permanent neue „fortschrittliche Verbraucher“ erzeuge und den „Mythos vom endlosen Konsum“ erhalte. Nach Richard Münch fördert die standardisierte Bildung soziologisch betrachtet eine Verringerung der kulturellen Vielfalt, die langfristig dazu führen könnte, die Evolution alternativen Wissens zu verhindern. Solche alternativen Weltbilder sind jedoch die Grundlage für ganz neu gedachte, innovative Lösungen großer Probleme.
Eine weitere Gefahr der Alphabetisierung liegt im beliebigen Umgang mit den neuen Medien, die eine enorme, weltweite Beschleunigung der Kommunikation zur Folge haben. Zum einen folgt daraus eine weitere Bedrohung für die kulturelle Vielfalt und zum anderen könnte sie nach Ansicht einiger Wissenschaftler zu einer ungebremsten Verbreitung von destabilisierenden Ideologien aller Art führen.

## Beispiele für Alphabetisierungskampagnen

### Nicaragua
Es gab immer wieder Versuche einzelner Länder, den Alphabetisierungsgrad kurzfristig zu erhöhen. Als beispiellos in der Geschichte der Bildung kann die Alphabetisierungskampagne in Nicaragua zu Beginn der 1980er Jahre gesehen werden. Nach dem Sturz der Somoza-Diktatur erklärte die sandinistische Regierung die Alphabetisierung des Landes zu einer ihrer Hauptmissionen. Im sogenannten Kreuzzug gegen das Unwissen zogen etwa 100.000 Freiwillige in die entlegenen Dörfer der ländlichen Gebiete und unterrichteten, zum Teil in drei Schichten am Tag. In nur zwei Jahren gelang es, die Analphabetenquote von 65 % auf 12 % zu senken. Nach der Abwahl der sandinistischen Regierung 1990 wurden die Bemühungen im Bildungswesen zurückgeschraubt. Zurzeit besuchen ein Drittel der schulpflichtigen Kinder Nicaraguas – etwa 800.000 – keine Schule mehr. Nach den entsprechenden Human Development Reports lag 1990 die Analphabetenquote bei 19,0 %, 2005 betrug sie 23,3 %.

### Mexiko
In Mexiko wurde 1944 ein Aufruf zur Linderung des Analphabetismus als Dekret des Staatspräsidenten Manuel Ávila Camacho veröffentlicht. Unter dem Titel ¡Oyed! (Hört zu!) wurden in der Presse alle Lese- und Schreibkundigen aufgefordert, mindestens einer anderen Person Lesen und Schreiben beizubringen. In den Erinnerungen an seine Mutter Anna Seghers, die in dieser Zeit in Mexiko im Exil war, berichtet Peter Radvanyi, dass sich tatsächlich viele, die diesen Aufruf hatten lesen können, unter den Nachbarn und Bekannten umsahen, um Stunden zu geben.

### Brasilien
Paulo Freire entwickelte in den 1960er Jahren in Brasilien ein Alphabetisierungsprogramm, das nicht nur eine Technik des raschen und gezielten Erwerbs von Lesen und Schreiben, sondern darüber hinaus eine Methode der Bewusstseinsbildung darstellt. Da zu diesem Zeitpunkt in Brasilien Analphabeten nicht wahlberechtigt waren, war Alphabetisierung eine Kampagne von hoher politischer Relevanz. Er selbst sah sein Programm als einen Schritt zur Demokratisierung Brasiliens an.